# Ceratispa buergersi
Ceratispa buergersi es un coleóptero de la familia Chrysomelidae.
Fue descrita científicamente en 1952 por Uhmann.